# Viviane N’Dour

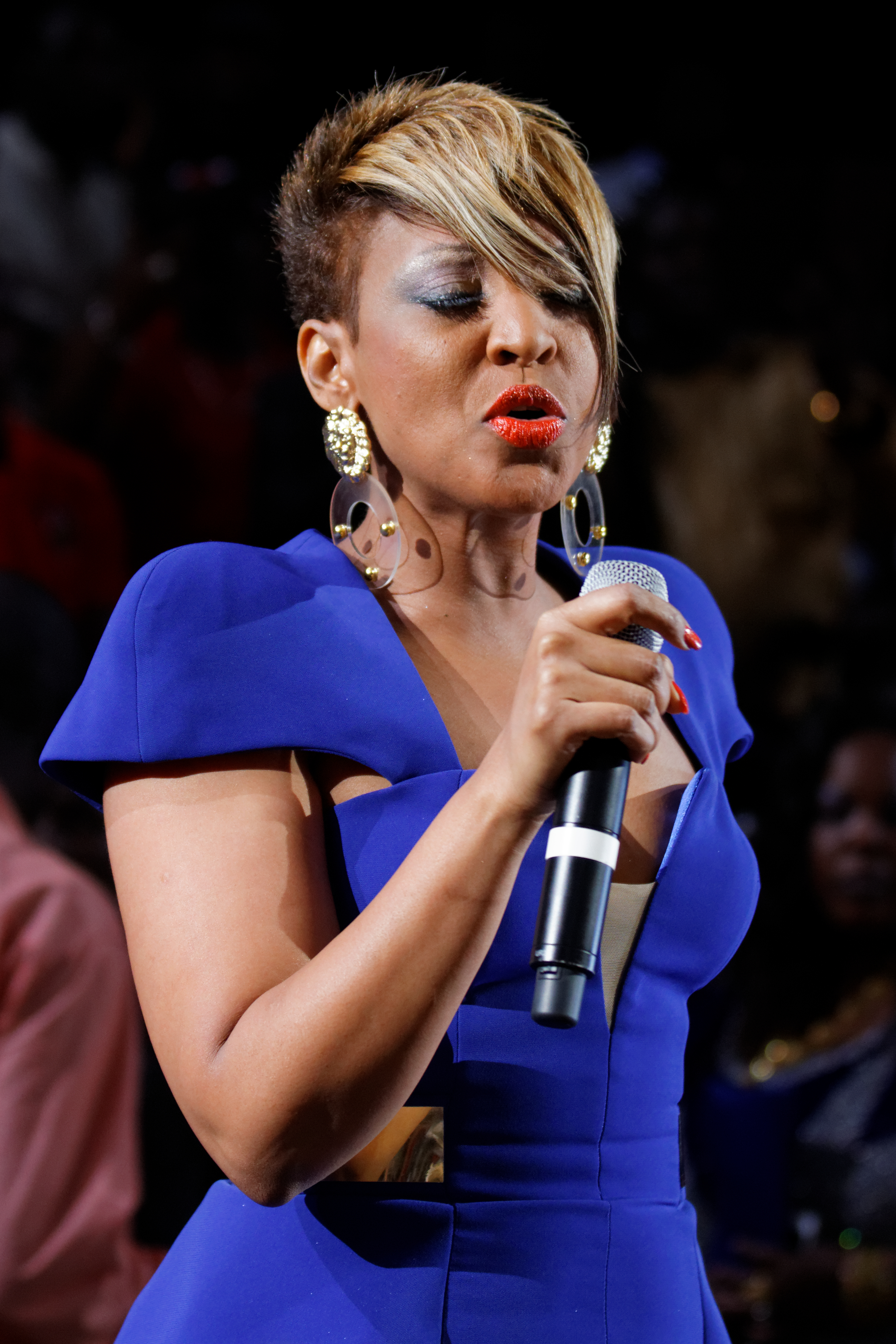

Viviane Chedid N'Dour [viˈvjan n̩ˈduːʀ], als Künstlerin oft nur Viviane, (* ? in M’bour) ist eine senegalesische Mbalax-/R&B-Sängerin.
Viviane wirkte ab 1993 als Background-Sängerin in Youssou N’Dours "Super Etoile de Dakar" mit. Viviane, die einige Jahre später Bouba N’Dour, Youssous Bruder und Manager, heiratete, hatte großen internationalen Erfolg mit Youssou N’Dour und Neneh Cherrys Hit „Seven Seconds“, bei dem sie auf Youssou Ndours Live-Konzerten den Part von Neneh Cherry sang. Daraufhin veröffentlichte sie ihre erste Single. „Sama Nene“ war ein großer Erfolg im Senegal und machte sie in Afrika sehr schnell populär.
2001 gründete sie ihre Band, Le Jolof Band, und ein erstes Teilalbum kam heraus. Bis zum Jahr 2003 veröffentlichte sie fünf Alben in fünf Jahren.

## Diskografie
- 1997 Entre Nous (Cassette, Jololi)
- 1999 Entre Nous / Between Us / Ci Sunu Biir (CD, Jololi)
- 2000 Nature (CD, Jololi)
- 2001 Le Show (mit Le Jolof Band) (CD, Jololi)
- 2002 Tere Nelaw (mit Le Jolof Band) (CD, Mélodie)
- 2003 Fii ak Fee (mit Le Jolof Band) (CD, Jololi)
- 2005 Man Diarra (CD)

zeitlich nicht einsortiert: Esprit